# علي محمد جريشة
علي محمد جريشة (1953 - 27 أكتوبر 2011) هو قاضٍ وأستاذ جامعي ومؤلف مصري.

## حياته ونشأته
- بدءًا من مولده في إحدى قرى ديرب نجم بالشرقية عام 1935م؛ حيث الأجواء الريفية التي تعرَّف خلالها على جوالة الإخوان المسلمين بعد أن بلغ العاشرة من عمره،
- بعدها ينتقل إلى القاهرة ليدرس الثانوية العامة نظام الـ5 سنوات،
- ثم يتخرَّج في كلية الحقوق ليعيَّن وكيلاً للنائب العام في السويس،

## مسيرته
- ثم يعمل بمجلس الدولة لمدة 4 سنوات،
- ويتزوج وهو في الثامنة والعشرين بعدها أدخله الزمان إلى مرحلةٍ مغايرةٍ تمامًا؛
- حيث اعتُقل في السجن الحربي لمدة 8 سنوات ما بين 1965م، و1973م، وهي الفترة التي يُطلق عليها (البعثة)؛
- ليسافر بعدها إلى السعودية ليعمل أستاذا بالجامعة الإسلامية بالمدينة المنورة - كلية الشريعة
- حيث كانت السعودية محطة انطلاقٍ له ليجوب أكثر بلاد العالم،
- وعلى رأسها أمريكا التي له فيها ذكريات رمضانية،
- أبرزها إلقاؤه خطبةً باللغة الإنجليزية في أول جمعةٍ لشهر رمضان في مسجد الأمم المتحدة بنيويورك.

## اعتقاله
- حكم عليه في قضية تنظيم 65 ب 12 سنة وكان عمره حيتها 30 سنة وكان يعمل نائب بمجلس الدولة

## مؤلفاته
1. الإعلام والدعوة الإسلامية
2. الإيمان الحق للتحميل
3. المبادئ الخمسة
4. الاتجاهات الفكرية المعاصرة للتحميل
5. اساليب الغزو الفكر للعالم الإسلامي للتحميل
6. منهج التفكير الإسلامي
7. الأساليب التبشيرية في العصر الحديث
8. عندما يحكم الطغاة

## وفاته
توفي يوم 27 أبريل 2011